# 신병주
신병주(申炳周, 1963년 5월 6일~)는 대한민국의 역사학자이며, 조선의 지성사에 대한 연구로 잘 알려져 있다. 현재 건국대학교 사학과 교수로 재직 중이다.

## 생애
안동 출신이다. 대구에서 중고등학교를 다녔으며, 서울대학교 국사학과에서 문학사 학위를 받았고 동 대학원에서 석사 및 박사 학위를 취득했다.
서울대·건국대·국민대·가톨릭대·서울여대 등에서 조선 시대 지성사, 조선 시대 후기 사회와 실학, 한국사를 이끈 지성들 등 조선 시대 사상과 문화 관련에 대한 내용을 주로 강의하고 있다.
역사의 대중화에 깊은 관심을 가져 KBS의 '역사추리', 'TV 조선왕조 실록', '역사 스페셜', 『불멸의 이순신』 자문을 맡았으며, 현재 KBS의 'HD 역사스페셜', EBS의 어린이 역사드라마의 자문을 맡고 있다. 남명학연구원 상임연구위원, 외교통상부 외규장각도서 자문포럼위원으로 활동 중이다.  규장각에 소장된 자료를 바탕으로 선조들의 문화를 연구하는 데 역량을 집중하고 있다.

## 학력
- 서울대학교 인문대학 국사학과 학사
- 서울대학교 인문대학 국사학과 대학원 석사 (조선사 전공)
- 서울대학교 인문대학 국사학과 대학원 박사 (문학박사)[1]

## 경력
- 서울대학교 규장각 학예연구사
- 남명학 연구원 상임연구위원회 위원
- 외교통상부 외규장각도서 자문포럼 위원
- 건국대학교 문과대학 사학과 교수

## 주요 저서
- 1996년, 《조선 시대 사람들은 어떻게 살았을까》 : 2005년 개정판
- 2000년, 《남명학파와 화담학파 연구》 : 박사학위 논문 출판본
- 2001년, 《모반의 역사》 (한국역사연구회 공저)
- 2001년, 《66세의 영조, 15세 신부를 맞이하다》
- 2003년, 《하룻밤에 읽는 조선사》
- 2002년, 《고전 소설 속 역사여행》 : 2005년 개정증보판 (노대환 공저)
- 2005년, 《조선 왕실 기록문화의 꽃 의궤》 (김문식 공저)
- 2006년, 《조선 최고의 명저들》
- 2009년, 《조선 국왕의 일생》
- 2011년, 《조선왕실의 혼례이야기》
- 2017년, 《왕으로 산다는 것》
- 2018년, 《조선 산책》
- 2022년, 《우리 역사 속 전염병》

## 주요 출연작

### TV 프로그램
- 《역사저널 그날》- KBS1
- 《역사특강》 - EBS
- 《EBS 초대석》 - EBS

### 라디오 프로그램
- 《글로벌 한국사, 그날 세계는》- KBS 1Radio
- 《EBS FM 라디오 이지연의 삼삼오오》 - EBS FM

## 같이 보기
- 이도학
- 허시영
- 설민석